# جورج روبرتسون (لاعب اتحاد الرغبي)
جورج روبرتسون (بالإنجليزية: George Robertson)‏ هو لاعب اتحاد الرغبي نيوزيلندي، ولد في 1859 في هوكيتيكا ‏ في نيوزيلندا، وتوفي في 1920.